# 52-es vízibusz (Velence)
A velencei 52-es jelzésű vízibusz a Lidóról indult és a városközpont körül közlekedett, párban az 51-es járattal, mely ellentétes irányban járt. A viszonylatot az ACTV üzemeltette.

## Története
Az 52-es vízibusz a kezdetektől a Lidót kötötte össze a belvárossal. Körjáratként közlekedett, a Lidóról indulva megkerülve a főszigetet. Mivel ez két irányban lehetséges, ezért a két irányt a járatok számozásával különböztették meg. Az óramutató járásával ellenkezően az 51-es, ellentétes irányban az 52-es járt. Indulása óta a járat útvonala nem változott.
A járat előzménye a régi 5-ös család volt, ezek átalakításával 1999-ben jött létre az 41/42-es és 61/62-es párral együtt.
2011-ben, a téli menetrend bevezetésekor átszámozták, így jött létre helyette az 5.2-es.
A régi 52-es járat története:
| Időszak     | Járat- szám | Megállók |
| ----------- | ----------- | --- |
| 1978 – 1983 | 5           | Riva degli Schiavoni – Tana – Celestia – Ospedale Civile – Fondamente Nuove – Isola San Michele – Murano (Navagrero) – Murano (Museo) – Murano (Fondamenta Venier) – Murano (Serenella) – Murano (Navagero) – Murano (Faro) – Murano (Colonna) – Isola San Michele – Fondamente Nuove – Madonna dell’Orto – San Alvise – Ponte Tre Archi – Ponte Guglie – Ferrovia – Piazzale Roma – Zattere – Santa Eufemia – Redentore – Ostello – San Giorgio Maggiore – Riva degli Schiavoni |
| 1984 – 1995 | 5           | Riva degli Schiavoni – Tana – Celestia – Ospedale Civile – Fondamente Nuove – Isola San Michele – Murano (Navagrero) – Murano (Museo) – Murano (Fondamenta Venier) – Murano (Serenella) – Murano (Navagero) – Murano (Faro) – Murano (Colonna) – Isola San Michele – Fondamente Nuove – Madonna dell’Orto – San Alvise – Ponte Tre Archi – Ponte Guglie – Ferrovia – Piazzale Roma – Zattere – Santa Eufemia – Redentore – Ostello – San Giorgio Maggiore – Riva degli Schiavoni |
| 1984 – 1995 | 5/          | Riva degli Schiavoni – Sant’Elena – Murano (Navagrero) – Murano (Museo) – Murano (Fondamenta Venier) – Murano (Serenella) – Murano (Navagero) – Murano (Faro) – Murano (Colonna) – Ponte Tre Archi – Ponte Guglie – Ferrovia – Piazzale Roma – Tronchetto A (1991-től) – Tronchetto B (1991-től) |
| 1996 – 1998 | 23          | San Zaccaria (Iolanda) – Tana – Celestia – Ospedale Civile – Fondamente Nuove – Cimitero – Murano (Navagero) – Murano (Faro) – Murano (Colonna) – Cimitero – Fondamente Nove – Ospedale Civile – Celestia – Tana – San Zaccaria (Iolanda) (Csak ebben az irányban) |
| 1996 – 1998 | 52 verde    | Lido (Santa Maria Elisabetta) – Sant’Elena – Giardini Biennale – San Zaccharia (Iolanda) – Zattere – Santa Marta – Piazzale Roma – Ferrovia (Bar Roma) – Ponte di Guglie – Ponte di Tre Archi – San Alvise – Madonna dell’Orto – Fondamente Nove – Cimitero – Murano (Colonna) – Murano (Serenella) – Murano (Fondamenta Vernier) – Murano (Museo) – Murano (Navagero) – Murano (Faro) – Murano (Colonna) – Cimitero – Fondamente Nove – Madonna dell’Orto – San Alvise – Ponte di Tre Archi – Ponte di Guglie – Ferrovia (Bar Roma) – Piazzale Roma – Santa Marta – Zattere – San Zaccaria (Iolanda) – Giardini Biennale – Sant’Elena – Lido (Santa Maria Elisabetta) (Csak ebben az irányban) |
| 1996 – 1998 | 52 viola    | Piazzale Roma (Santa Chiara) – Sacca Fisola – Sant’Eufemia – Zitelle – San Zaccaria (Iolanda) – Tana – Celestia – Ospedale Civile – Fondamente Nove – Cimitero – Murano (Colonna) – Murano (Serenella) – Murano (Fondamenta Vernier) – Murano (Museo) – Murano (Navagero) – Murano (Faro) – Murano (Colonna) – Fondamente Nove – Ospedale Civile – Celstia – Tana – San Zaccaria (Iolanda) – Zitelle – Sant’Eufemia – Sacca Fisola – Piazzale Roma (Santa Chiara) (csak ebben az irányban) |
| 1999 – 2011 | 51          | Lido (Santa Maria Elisabetta) – San Pietro – Bacini – Celestia – Ospedale Civile – Fondamente Nove – Madonna dell’Orto – San Alvise – Ponte di Tre Archi – Ponte di Guglie – Ferrovia (Santa Lucia) – Piazzale Roma (Parisi) – Santa Marta – Zattere – San Zaccharia (Danieli) – Giardini Biennale – Sant’Elena – Lido (Santa Maria Elisabetta) (Csak ebben az irányban) |
| 1999 – 2011 | 52          | Lido (Santa Maria Elisabetta) – Sant’Elena – Giardini Biennale – San Zaccharia (Danieli) – Zattere – Santa Marta – Piazzale Roma (Parisi) – Ferrovia (Santa Lucia) – Ponte di Guglie – Ponte di Tre Archi – San Alvise – Madonna dell’Orto – Fondamente Nove – Ospedale Civile – Celestia – Bacini – San Pietro – Lido (Santa Maria Elisabetta) (Csak ebben az irányban) |

## Megállóhelyei
| sz. | idő (perc) | megállóhely neve             | látnivalók                                      |
| --- | ---------- | ---------------------------- | ----------------------------------------------- |
| 0   | 0          | Lido, Santa Maria Elisabetta | Santa Maria Elisabetta                          |
| 1   | 3          | Sant’Elena                   | Sant'Elena                                      |
| 2   | 7          | Giardini                     | Giardini Biennale                               |
| 3   | 12         | San Zaccaria (Danieli)       | Szent Márk tér, Dózse-palota, San Zaccaria      |
| 4   | 19         | Zattere                      | Zattere, Gesuati, Santa Maria della Visitazione |
| 5   | 26         | Santa Marta                  | (nemzetközi kikötő), Santa Marta                |
| 6   | 32         | Piazzale Roma (Parisi)       |                                                 |
| 7   | 36         | Ferrovia (Santa Lucia)       | Scalzi                                          |
| 8   | 38         | Riva de Biasio               | Palazzo Donà Balbit                             |
| 9   | 40         | Ponte Guglie                 | Ghetto                                          |
| 10  | 44         | Ponte Tre Archi              | Ghetto                                          |
| 11  | 49         | San Alvise                   | San Alvise, Ospedale Psichiatrico               |
| 12  | 51         | Madonna dell’Orto            | Madonna dell'Orto                               |
| 13  | 56         | Fondamente Nove              | Gesuiti                                         |
| 14  | 59         | Ospedale                     | Santi Giovanni e Paolo, Ospedale Civile         |
| 15  | 61         | Celestia                     | San Francesco della Vigna                       |
| 16  | 63         | Bacini                       |                                                 |
| 17  | 71         | San Pietro                   | San Pietro                                      |
| 18  | 82         | Lido, Santa Maria Elisabetta | Santa Maria Elisabetta                          |